# چیونویاما ماسانوبو
چیونویاما ماسانوبو (به ژاپنی: 千代の山 雅信) کُشتی‌گیر سوموی اهل هوکایدو در کشور ژاپن است که چهل‌ویکمین کشتی‌گیر دارای رتبهٔ یوکوزونا محسوب می‌شود. وی در سال ۱۹۵۱ میلادی به این مرتبه ارتقا یافت و در سال ۱۹۵۹ میلادی بازنشست شد. چیونویاما ماسانوبو توانست ۶ بار قهرمان (یوشو) مسابقات سومو شود.